# Parkhöhle

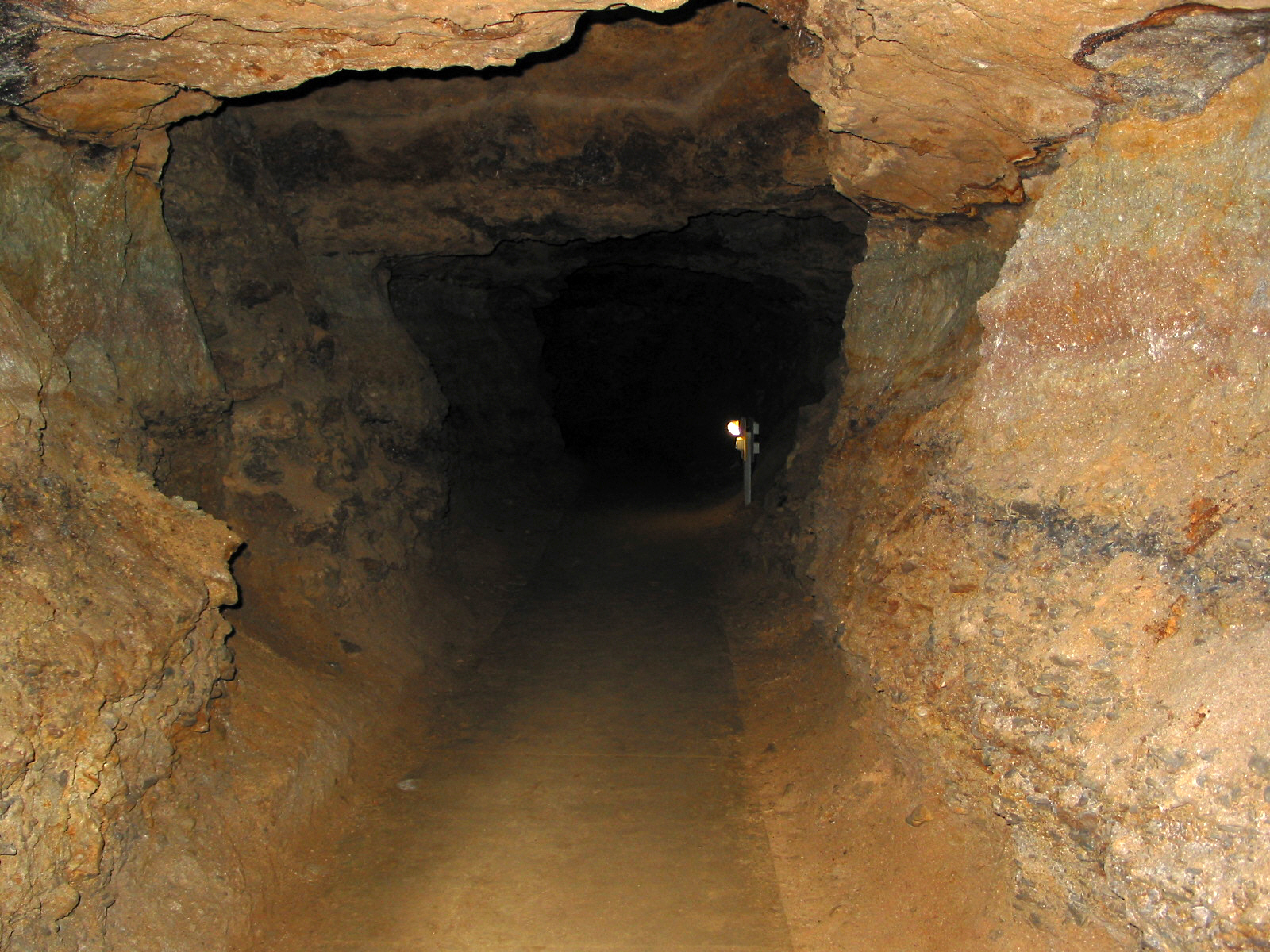
Stollengang in 12 m Tiefe

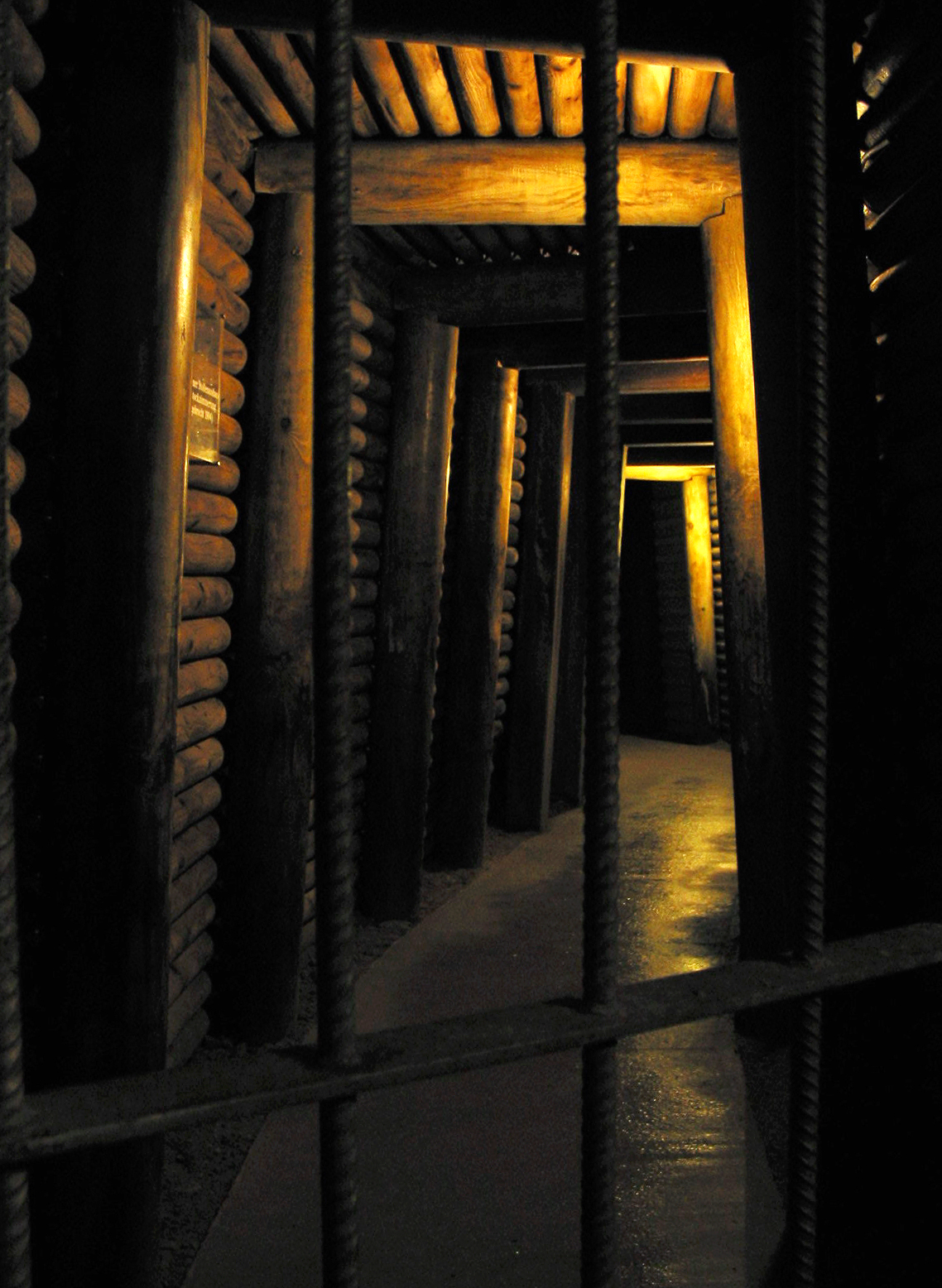
Ehemalige Luftschutzräume im Stollensystem der Parkhöhle

Die Parkhöhle ist ein System von Felsenkellern und Stollen unter dem Park an der Ilm in Weimar. Der Eingang befindet sich am Rand des Ilmparks in unmittelbarer Nachbarschaft zum Franz-Liszt-Haus beziehungsweise der Mensa der Bauhaus-Universität Weimar nahe der Belvederer Allee. Der Ausgang liegt am so genannten Nadelöhr des Parks. Dort befindet sich auch der Felsenbrunnen (Weimar). Die Parkhöhle ist Teil der Klassik Stiftung Weimar. Sie steht sowohl unter Denkmalschutz als auch unter Naturschutz.

## Anlage und Nutzung
In den Jahren 1794 bis 1797 ließ Herzog Carl August diese Felsenkeller und Stollen ursprünglich anlegen, um sie für eine unterirdische Brauerei mit Lagerung des von ihm geschätzten Porterbieres und für die Ableitung von Abwässern zu nutzen. Die geplante Brauerei wurde jedoch nie gebaut. Bis 1805 wurde in den Stollen Travertin für den Wegebau abgebaut. Johann Wolfgang von Goethe hatte hier bereits als 20-Jähriger Fossilien gesammelt. 105 Objekte seiner umfassenden geowissenschaftlichen Sammlung stammten aus den Weimarer Travertinen, die in den westlich der Belvederer Allee gelegenen, heute überbauten Tuffsteinbrüchen abgebaut wurden. Später diente die Parkhöhle als Wandelgang und als Lager für Bier und Holzkohle.
Im Dritten Reich sollte das zwölf Meter tief gelegene Höhlensystem zunächst als Luftschutzbunker für die Gauleitung unter Fritz Sauckel dienen. Im Zweiten Weltkrieg wurde es dann weiter ausgebaut und diente auch der Weimarer Bevölkerung als Luftschutzraum. Während die Große Parkhöhle seit dem Krieg erhalten blieb, wurden die Kleine Höhle und die Stollen westlich der Belvederer Allee Ende der 1970er Jahre verfüllt.
Im Jahr 1992 begann die Sicherung und Erschließung des Höhlensystems zur Einrichtung eines Untertagemuseums. Seit 1997 sind die unterirdischen Gänge als Museum Parkhöhle über den 1945 angelegten und zwischenzeitlich zugeschütteten Treppengang hinter dem Liszt-Haus wieder öffentlich zugänglich. Das Untertagemuseum bietet Informationen zur Geologie, zur Entstehung der Stollenanlage und zur Weimarer Stadtgeschichte. In dem Höhlensystem befinden sich Gesteine aus Travertin, bei denen zahlreiche Fossilien gefunden wurden. Zu geologischen und anderen Themen finden des Öfteren Veranstaltungen in der Parkhöhle statt.

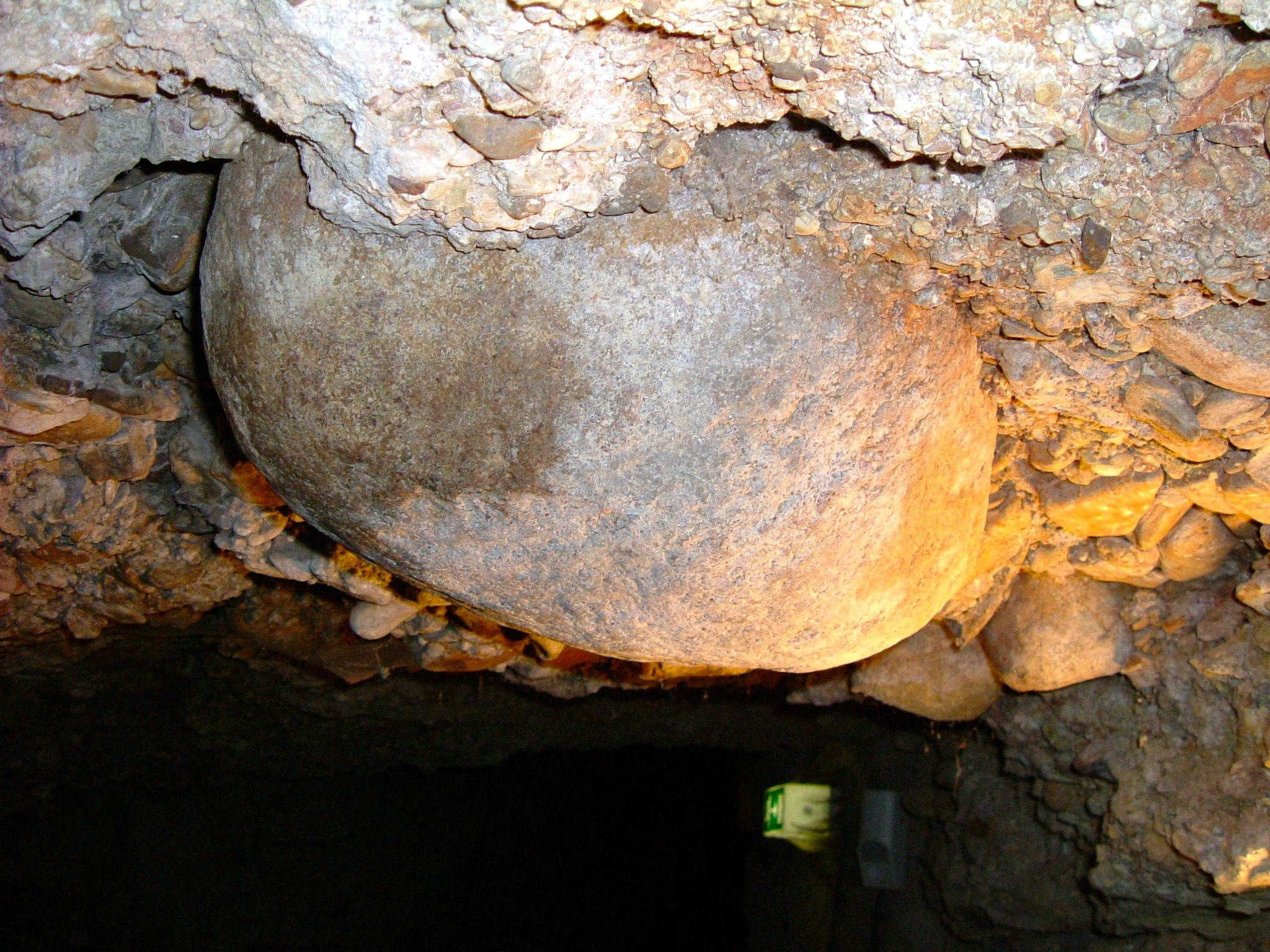
Ilmschotter in der Parkhöhle
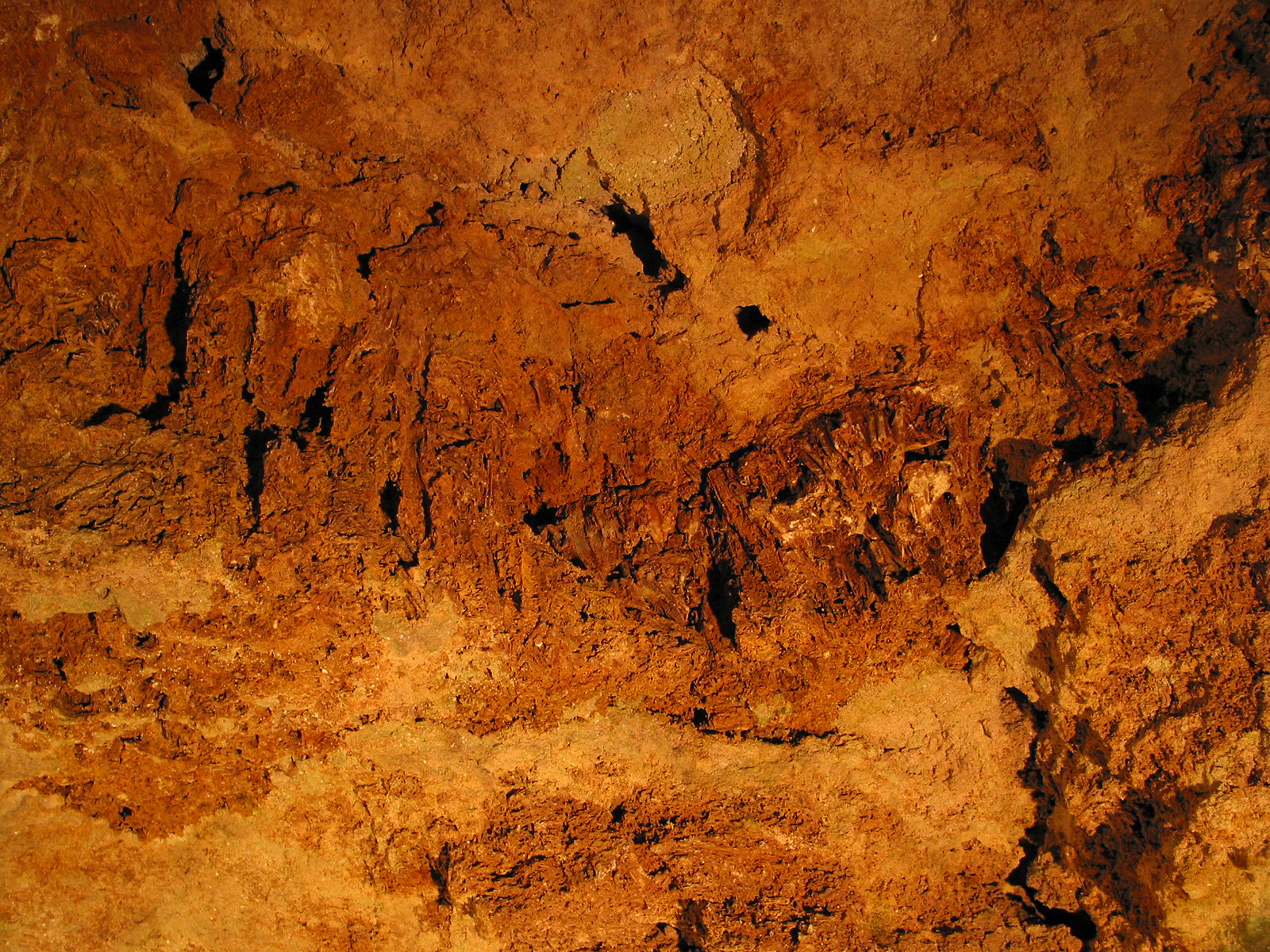
Travertin-Gestein Nahaufnahme
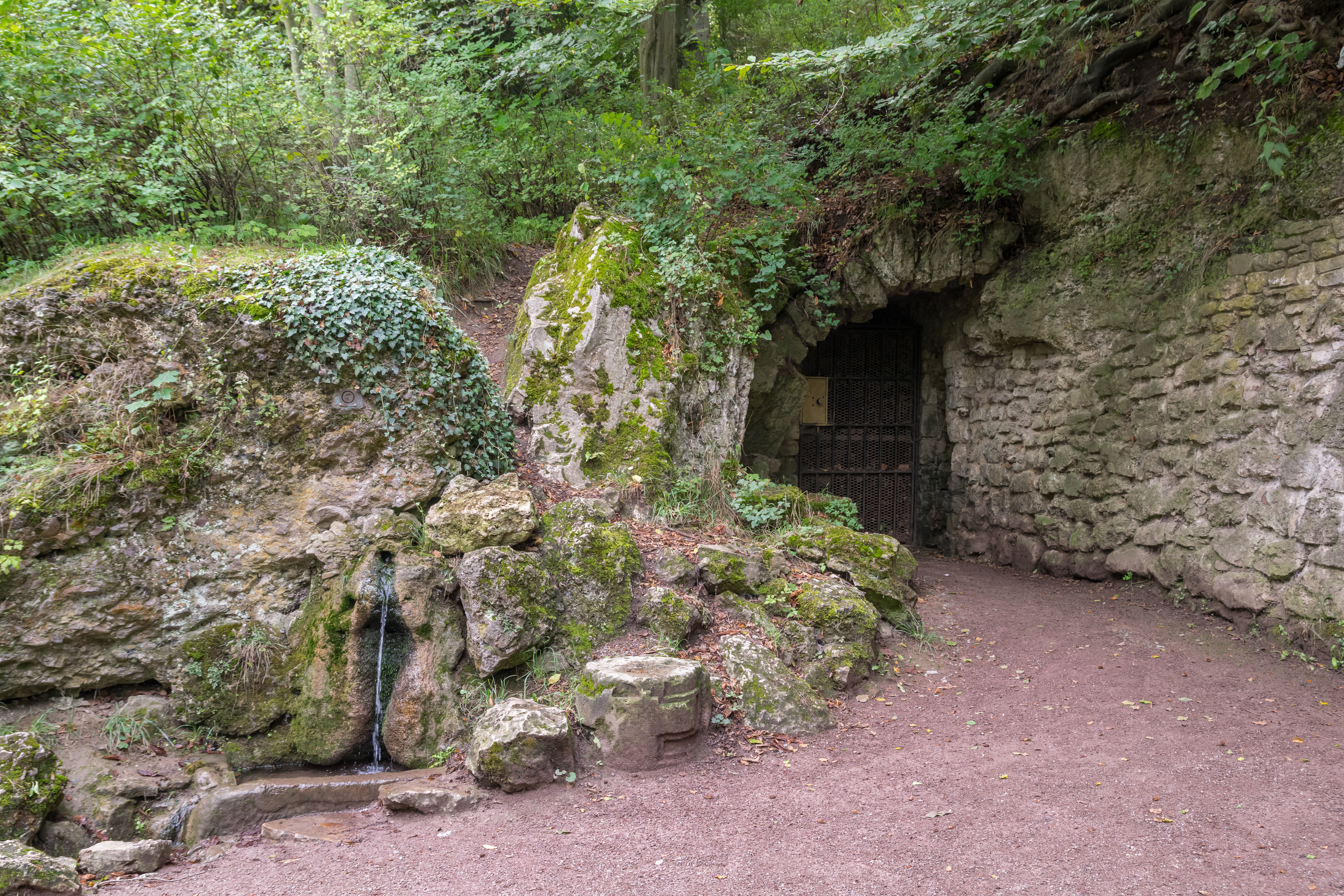
Ausgang im Ilmpark mit Felsenquelle